# Кастрати, Беким
Беким Кастрати (алб. Bekim Kastrati; 25 марта 1979, Печ, Косово, СФРЮ) — албанский футболист, нападающий; тренер.

## Клубная карьера
Кастрити — воспитанник «Бесы» из города Печ. Первой профессиональной командой игрока стала «Вегберг-Бек», с которой он подписал контракт в 2000 году. В 2002 году новым клубом игрока стал греческий «Арис» из Салоник. Выступал за «Боруссии» из Мёнхенгладбаха и Фрайальденхофена. В 2006 году подписал контракт с «Айнтрахтом» из Брауншвейга, но практически не выходил на поле из-за различных травм.
В 2007 году перешёл в «Фортуну» из Дюссельдорфа. В январе 2008 года клуб организовал однодневный турнир, где среди участников были «Боруссия» Д, «Вердер» и «Байер». В финале «Фортуна» обыграла «Боруссию» 1:0 и выиграла кубок. Автором гола стал Кастрати. Несколько дней спустя «Фортуна» встречалась с «Баварией». Команда из Мюнхена одержала победу со счётом 3:2. На 89-й минуте у Бекима был шанс сравнять счёт, но он столкнулся с третьим вратарём команды соперника Берндом Дреером и получил травму паха.
Летом 2009 года заключил соглашение с «Динамо» из Дрездена сроком на один год. Однако он не смог закрепиться в составе и отправился в дубль команды. В январе 2010 года клуб и игрок разорвали контракт по соглашению сторон. Новым клубом игрока стал «Боннер», с которым нападающий заключил контракт до конца сезона 2010/11. В дебютном матче за клуб против «Ворматии» оформил дубль, позволивший команде одержать победу с разгромным счётом 5:1. После вылета клуба из Региональной лиги расторг с ним контракт и заключил с новым — «Вупперталем». В октябре 2011 года клуб возглавил Ханс-Гюнтер Брунс, который был не заинтересован в услугах футболиста, из-за чего тот покинул команду.
Далее в карьере Кастрати были клубы «Бёзингхофен» и «Райндален». Во втором он закончил карьеру игрока и стал играющим тренером.

## Карьера в сборной
В 2006 году дебютировал за сборную Албании, в матче со сборной Грузии. Вторую встречу провёл в рамках отборочного матча на Чемпионат Европы 2008 против Румынии.